# Séchoir à tabac de Lipsheim
Le séchoir à tabac de Lipsheim est un bâtiment agricole datant du début du XIXe siècle, initialement situé à Lipsheim dans le Bas-Rhin et remonté en 2021 à l’Écomusée d’Alsace. 

## Architecture
Destiné au séchage du tabac, ce bâtiment présente une structure à colombages qui repose sur un soubassement maçonné. Ses murs sont constitués d’un mélange de torchis et de palançons. Pour permettre une ventilation optimale, ce séchoir est pourvu, sur deux de ses côtés, d’une série de vantaux verticaux destinés à obtenir une feuille de tabac idéalement séchée.  
Il se distingue par la particularité de sa forme et de son volume. Relativement haut et étroit, il culmine à plus de 12 m de hauteur et mesure 10 m de long sur 6 m de large.

## Histoire
Ce séchoir se trouvait à l'origine impasse des Hirondelles à Lipsheim dans le Bas-Rhin (48° 29′ 25″ N, 7° 39′ 57″ E). Dans un état critique, il est offert en 2017 à l’Écomusée d’Alsace par ses propriétaires. 
En 2018, il est démonté puis transporté dans le Haut-Rhin. Sur place, on constate que l’état du bâtiment a été largement sous-estimé et nécessite des travaux plus importants que prévu, dépassant de beaucoup le budget prévu (240 000 € au lieu 75 000 €). Il faut en effet restaurer la charpente, traiter les bois, faire le terrassement, remonter, réaliser le torchis et assembler la structure… Le séchoir demeure donc démonté, dans les réserves du musée, en attendant qu'un financement soit trouvé. 
En 2020, il est choisi comme site emblématique du loto du patrimoine 2020, qui lui apporte les 160 000 € manquants et lui permet d'être remonté en 2021.